# Восстание Острянина и Гуни
Восстание Острянина и Гуни — казацкое восстание в апреле-августе 1638 года под руководством гетмана нереестровых запорожских казаков Якова Острянина против польской шляхты. Впоследствии, после отступления Острянина с частью войска на территорию Слободской Украины, под защиту Русского царства, оставшиеся повстанцы продолжили борьбу, избрав гетманом Дмитрия Гуню. Одним из руководителей восстания, ближайшим соратником Острянина выступал Карп Скидан, принимавший годом ранее участие в восстании Павлюка. Предводители разослали грамоты в разные города Малороссии с призывом к восстанию, а также обратились за помощью к донским казакам, с которыми с давних времён поддерживали тесные отношения.

## Причины
Главной причиной казацко-крестьянских восстаний 1630-х годов стало усиление феодально-крепостного гнёта на территории Поднепровья и всей юго-восточной Украины. Над ранее свободными крестьянами нависла постоянная угроза закрепощения, такая же участь ожидала нереестровых казаков, которым предписывалось вернуться к земледельческой жизни. Поэтому подавление восстания Павлюка не принесло Короне каких-либо результатов и перешло в новые народные волнения. После поражения под Кумейками и Боровицей остатки повстанцев во главе с Дмитрием Гуней и Карпом Скиданом отступили в Запорожскую Сечь, где сосредоточились нереестровые казаки для подготовки к дальнейшей борьбе. Казаки ждали весны, чтобы поднять новое восстание.

## Ход восстания
Согласно «Летописи Величко» в марте 1638 года накануне похода Острянин, избранный гетманом, обратился к малороссийскому народу с универсалом, в котором извещал, что выступит «с войском на Украину для освобождения православного народа от ярма порабощения и мучительства тиранского ляховского и для отмщения починённых обид, разорений и мучительных ругательств… всему поспольству рода Русского, по обеим сторонам Днепра мешкаючого» и призывал население присоединяться к повстанцам и остерегаться реестровцев. Листовки, распространяемые гетманом, расходились по всей Малороссии, доходя даже до Покутья. Их развозили и разносили старцы-бандуристы, подростки и, по словам Острянина, даже монахи. Люди начали готовиться к восстанию: одни уходили в Запорожье, другие отправляли туда продовольствие, деньги, порох.
Через некоторое время отряды повстанцев выступили из Запорожья, разделившись на три части. Первая из них, во главе с Острянином, продвигаясь по левому берегу Днепра, заняла Кременчуг и направилась к Хоролу и Омельнику. Запорожская флотилия, возглавляемая Гуней, на чайках поднялась по Днепру и заняла переправы в Кременчуге, Максимовке, Бужине и Чигирине. Скидан с остатком войска пошёл по правому берегу Днепра на Чигирин и занял его.
Первой целью, которую ставили себе повстанцы, было уничтожение той части коронного войска, которое располагалось на Левобережье под начальством Николая Потоцкого. Решение этой задачи взял на себя Острянин с основными силами повстанцев. Чтобы лишить противника возможности переправиться на правый берег, Гуня удерживал переправы. Задачей Скидана было сдерживание войск, которые предпримут попытку прийти на помощь Потоцкому.
Однако, несмотря на то, что Острянин двигался с большой осторожностью, Потоцкий получил известие о приближении повстанцев и отправился с войском им навстречу. С ним шёл и Караимович с реестровцами. Силы Острянина были пока недостаточно большими, и он решил обороняться, заняв ближайший пригодный для этого населённый пункт. В начале мая повстанцы стали лагерем у местечка Голтва, принадлежавшего Иеремии Вишневецкому, использовав возвышенное место у впадения реки Голтвы в Псёл. Город, ограждённый частоколом, имел замок, от которого к болотистому и лесистому правому берегу реки Псёл тянулся узкий длинный мост. Повстанцы укрепили Голтву и стали ожидать подкрепления.
Потоцкий в начале мая также занял позиции под Голтвой. Свой лагерь он обнёс валом, который простирался между берегами рек. 25 апреля Потоцкий отправил на правый берег Псёла два полка иноземной пехоты и несколько тысяч реестровцев с приказом занять замок на противоположенной стороне реки. Острянин разгадал этот план и послал в тыл отряда значительные силы повстанцев. Переправившись через реку, Караимович намеревался подступить к замковым воротам, но был встречен сильным огнём. Потеряв многих солдат убитыми и ранеными (ранен был и сам Караимович), отряд попытался вернуться к переправе, чтобы отступить на левый берег. Однако повстанцы уже забаррикадировали дорогу и открыли по отступавшим огонь. Польский отряд бросился искать спасение в лесном болоте и был там почти целиком уничтожен.
Штурм повстанческого лагеря, начатый на следующий день Потоцким, был ознаменован большими потерями и успеха не принёс. В тыл польскому войску ударила пехота повстанцев, которая была до этого послана в обход войска. Она отразила и конницу Потоцкого, когда та перекрыла ей дорогу. Потерпев поражение, Потоцкий 1 мая отошёл в Лубны, которые были весьма выгодным оборонительным пунктом, и послал гонцов в Бар к коронному гетману с просьбой о помощи. Острянин двинулся следом за Потоцким на Лубны, намереваясь разбить противника до получения им подкрепления. Сам он не терял надежды на прибытие новых повстанческих отрядов. И на самом деле, его войско к тому моменту выросло до 12 тысяч человек.
6 мая под Лубнами между повстанцами и правительственным войском (около 6 тысяч человек) начался ожесточённый бой. Под вечер повстанцы решительным ударом принудили врага отступить. Войско Потоцкого бросилось на мост, который вёл к Лубнам, но мост обрушился, похоронив под собой множество солдат и реестровцев. Битва ослабила обе стороны, не дав ни одной из них преимущества, но Потоцкий всё же был в лучшем положении. Он заперся в Лубнах, а Острянин остался в поле. Поэтому последний начал отходить на северо-восток, а позже повернул на Миргород. Узнав, что на помощь Стефану Потоцкому уже вышли Николай Потоцкий и Иеремия Вишневецкий, Острянин обошёл Лубны с юга и направился через Лукомль к Слепороду. На дорогу, которая вела из Пирятина в Лубны, Острянин выслал полк атамана Сокирявого с 1,5 тысячами человек с задачей ударить на Лубны в тот момент, когда на них он сам предпримет новое наступление. Но этому плану не суждено было сбыться. В Лубны 29 мая прибыл Вишневецкий с приблизительно 2 тысячами человек и 12 пушками. Когда Острянин подходил к Слепороду, на него обрушились со всеми силами Потоцкий и Вишневецкий. Тяжёлый для казаков бой длился целый день. Ночью Острянин отошёл к Лукомлю, а оттуда вдоль Сулы к её устью на Жовнин (в настоящее время с. Жовнино Чернобаевского района Черкасской области), где встал лагерем. Там повстанцы построили мощно укреплённый лагерь и на протяжении июня и июля героически оборонялись.
13 июля 1638 года польско-шляхетское войско окружило повстанцев и напало на их лагерь. Проиграв Жовнинскую битву, Острянин с частью войска переправился через Сулу и отступил на Слободскую Украину под защиту Русского царства. Оставшиеся повстанцы продолжили борьбу, избрав гетманом Дмитрия Гуню. Продолжение противостояния полякам с этого момента известно как восстание Гуни.
Казаки держали оборону до середины августа. Поляки взяли лагерь в осаду («не трогали их, надеясь договориться миром»). В итоге, будучи лишёнными помощи извне и испытывая острую нехватку в провианте, казаки были вынуждены капитулировать. Лишь части казаков во главе с Гуней удалось прорвать окружение и пробиться в Донскую землю, за пределы Речи Посполитой. Карп Скидан, который в это время собирал подкрепления в Черкассах, вернувшись с подмогой в Жовнино на помощь восставшим, был ранен в бою против польско-шляхетского войска, захвачен в плен и в том же году казнён.
Подавив восстание, польская шляхта учинила беспощадную расправу над всеми его участниками, которые попали в плен.

## Последствия
Поражение антипольских восстаний (Павлюка, Острянина и Гуни) в 1637—1638 годах привели к резкому ухудшению положения не только простых казаков и крестьян, но и реестровых казаков. В 1638 году польский сейм утвердил «ординацию», согласно которой упразднялись должность гетмана, выборность есаулов и полковников и др. Реестровое казачество под управлением комиссара, назначаемого польским сеймом, обязывалось подавлять любые выступления против польской власти. Представители реестрового казачества вынуждены были подписать эти условия. В числе этих представителей был сотник (разжалованный из должности войскового писаря) Богдан Хмельницкий.
С этого времени вплоть до 1648 года установилось затишье (10 лет «золотого покоя») .
Восстания Острянина и Гуни были предвестниками крупного восстания Хмельницкого, охватившего всю Украину в 1648—1654 годах.